# Los Olivares
Los Olivares är en ort i Mexiko.   Den ligger i kommunen Amatán och delstaten Chiapas, i den sydöstra delen av landet, 700 km öster om huvudstaden Mexico City. Los Olivares ligger 254 meter över havet och antalet invånare är 130.
Terrängen runt Los Olivares är kuperad åt nordväst, men åt sydost är den bergig. Runt Los Olivares är det ganska tätbefolkat, med 70 invånare per kvadratkilometer. Närmaste större samhälle är Amatán, 5,9 km väster om Los Olivares. I omgivningarna runt Los Olivares växer i huvudsak städsegrön lövskog.